# Hogepriesterlijke gebed
Het hogepriesterlijke gebed is het gebed dat Jezus Christus tot zijn Vader bidt op de vooravond van zijn arrestatie die tot zijn kruisdood zou leiden. In dit gebed spreekt Jezus onder meer over de eenheid van Hem met zijn Vader en waarin hij bidt voor eenheid onder de christenen. De tekst van dit gebed is opgetekend in Johannes 17:11b - Joh. 17:17. Het is veruit het langste gebed van Jezus in een van de evangeliën. 

## Benaming
Het gebed werd voor het eerst hogepriesterlijk genoemd door de reformator David Chytraeus: "praecatio summi sacerdotis". Het begrip gebruikte hij, omdat hogepriesters beschouwd werden als middelaars tussen God en de mensen. Jezus wordt binnen het christendom beschouwd als de ultieme middelaar.

## Indeling
Het hogepriesterlijke gebed bestaat uit de volgende vijf beden: 
- 17:1–5: Bede om verheerlijking op basis van de voltooiing van zijn werk
- 17:6–10: Beden voor zijn discipelen
- 17:11–19: Bede voor het behoud en de heiliging van 'de zijnen' in de wereld
- 17:20–23: Bede voor de eenheid van 'de zijnen'
- 17:24–26: Bede voor de eenheid van 'de zijnen' met zichzelf

## Inhoud
In het gebed geeft Jezus voor een laatste keer in zijn leven verslag van zijn aardse bediening aan de Vader. Hij benadrukt zijn totale afhankelijkheid van de Vader door tot Hem te bidden

Het gebed begint met Jezus' smeekbede om zijn verheerlijking door de Vader, gezien de voltooiing van zijn werk. 
Dit heeft Jezus gesproken, en Hij hief Zijn ogen op naar den hemel, en zeide: Vader, de ure is gekomen, verheerlijk Uw Zoon, opdat ook Uw Zoon U verheerlijke.— Johannes 17:11 (SV)
Hierna vervolgt hij met een voorbede voor het welslagen van het werk van zijn discipelen en de gemeenschap van zijn volgelingen.
Een belangrijk thema van het gebed is de verheerlijking van de Vader. In het eerste deel spreekt Jezus met de Vader over hun relatie, waarmee hij indirect herhaalt dat aan de discipelen.

Vervolgens, reflecterend op de aard van hun relatie, vraagt Jezus de Vader om hem te verheerlijken zoals hij de Vader heeft verheerlijkt, zoals hij dat deed in zijn aardse bediening – verwijzend naar het thema van het eeuwige leven, zoals staat in Johannes 17:3
En dit is het eeuwige leven, dat zij U kennen, de enige waarachtige God.
De laatste twee beden zijn beden voor eenheid, zoals in onderstaande citaten naar voren komt:
En Ik heb hun de heerlijkheid gegeven die U Mij gegeven hebt, opdat zij één zijn, zoals Wij Eén zijn— Johannes 17:22 (HSV)
Ik heb hun uw naam bekendgemaakt en dat zal Ik blijven doen, zodat de liefde waarmee U Mij liefhad in hen zal zijn en Ik in hen.— Johannes 17:26 (NBV21)
waarbij de laatste bede is voor de eeuwige eenheid van Jezus met zijn volgelingen.
De verwijzingen naar 'uw naam' in Johannes 17:6 en 17:26 benadrukken het belang van de naam van God in het christendom, die in christelijke leerstellingen (bijv. door Cyrillus van Alexandrië) is gezien als een vertegenwoordiging van het gehele systeem van 'goddelijke waarheid' dat aan de gelovigen is geopenbaard 'die in zijn naam geloven', zoals staat in Johannes 1:12.